# Трескова
Трескова — деревня в Алапаевском районе Свердловской области России, входящая в Махнёвское муниципальное образование и подчинённая Измодёновской сельской администрации.

## Географическое положение
Деревня Трескова расположена в 40 километрах (в 45 километрах по дорогам) к северу от города Алапаевска, преимущественно на левом берегу реки Мугай (правый приток реки Тагил), в 1 километре к северу от устья её левого притока реки Большой Каменки.

## Население
| 2002 | 2010 |
| ---- | ---- |
| 83   | ↘75  |